# Pseudaulacaspis nitida
Pseudaulacaspis nitida är en insektsart som först beskrevs av William Miles Maskell 1892.  Pseudaulacaspis nitida ingår i släktet Pseudaulacaspis och familjen pansarsköldlöss. Inga underarter finns listade i Catalogue of Life.